# Masumi Itō
Masumi Itō  (伊藤 真澄?, Itō Masumi), conosciuta anche con lo pseudonimo di Hikaru Nanase  (七 瀬 光?, Hikaru Nanase) (Ibaraki, 21 maggio ...) è una cantante e compositrice giapponese.
Ito ha composto le colonne sonore di molti spettacoli televisivi e anime ed è una componente dei gruppi Oranges & Lemons e Heart of Air.

## Discografia

### Da solista

#### Singoli
- 29-12-2001: Hitomi no Naka ni — gioco PS Sister Princess ~Pure Stories~ colonna sonora
- 23-04-2003: Yasashii Ai no Hane/Nemunemu Tenshi — anime Tenshi no Shippo Chu! sigla iniziale e finale
- 26-05-2004: Futari Dakara — anime Koi kaze sigla finale
- 29-06-2005: Shounen Humming — anime Zettai shōnen sigla finale

#### Album
- 10-1998: Door: Drifting Souls
- 07-11-2001: Hana no Oto
- 26-12-2003: Yumefuru Mori e
- 22-07-2004: Harmonies of heaven

#### Altre produzioni
- 23-05-2001: anime Gyoten ningen batseelor colonna sonora — sigla finale "Mahou no Kotoba"
- 26-12-2003: gioco PS2 Primopuel: Oshaberi Heartner colonna sonora — canzone "Otsukisama to Rururu"
- 06-09-2006: gioco PS2 Binchotan: Shiawase-goyomi colonna sonora - sigla finale "Ashita no Hanakago"

### Produzioni con altri gruppi

#### Heart of Air
- 07-03-2001: Kiss Me Sunlights — gioco PS2 Z.O.E sigla iniziale
- 27-06-2001: Ring on the World — anime Z.O.E Dolores,i sigla finale
- 22-11-2002: Blue Flow — anime Haibane Renmei sigla finale

#### Masumi Ito & Yoko Ueno
- 05-02-2003: Haibane Renmei Image Album: Seinaru Doukei
- 21-05-2003: Daichi no la-li-la — anime Scrapped Princess sigla finale

#### Mariaria
- 10-05-2006: Aru Hi no Kamisama — anime Nishi no Yoki Majo: Astraea Testament sigla finale "Kanata"